# Max Emerson
Max Emerson (ur. 7 września 1988 r. w Vero Beach w stanie Floryda) – amerykański aktor filmowy i telewizyjny, model, reżyser, scenarzysta i producent.

## Życiorys
Absolwent Uniwersytetu Miami. Posiada tytuł licencjata sztuk pięknych. Jest modelem i osobowością internetową.
Jako aktor debiutował rolą Kena w filmie akcji The Bait (2009). W 2010 roku pojawił się w komedii Violet Tendencies u boku Maksa Rhysera, Marcusa Patricka i Samuela Whittena. Gościnnie wystąpił w serialach Glee (2014), Coffee House Chronicles  (2015), The Real O’Neals (2016) i Hit the Floor (2016). W 2011 napisał, wyprodukował i wyreżyserował filmy krótkometrażowe Earwig oraz DigSpit. W 2017 debiutował jako reżyser/scenarzysta pełnometrażowego dramatu Hooked.
W 2016 roku ujawnił, że jest związany z Andresem Camilo, członkiem United States Army.